# 紳助社長のプロデュース大作戦!
『紳助社長のプロデュース大作戦!』（しんすけしゃちょうのプロデュースだいさくせん）は、TBS系列にて2010年4月13日から2011年8月16日まで、毎週火曜の19:00 - 19:56（JST）に放送されたドキュメンタリー番組・バラエティ番組。島田紳助の冠番組。文字多重放送（実施しない場合あり）、ハイビジョン制作。初回は2時間スペシャル（19:00 - 20:54）。通称は「紳助プロデュース」「プロデュース大作戦!」。

## 概要
本番組は、2010年1月10日15:00 - 17:30（JST）に放送された特別番組『紳助社長のニッポンプロデュース大作戦!』のレギュラー化版である。2010年春の改編で、本番組が新設される火曜19時枠へレギュラー放送が決定した。この改編で1年で平日18時・19時台時からの2時間枠として放送されていた『総力報道! THE NEWS』は終了となった。なお、TBSテレビの火曜19時枠が1時間バラエティー番組枠になるのは『ぴったんこ カン・カン』以来1年ぶりとなる。
紳助社長が率いる架空の会社「赤坂プロダクション」のメンバーらの手で世のため人のために様々なプロジェクトを立ち上げ、日本に元気を求める様々な世代の人々に夢・希望・感動と言った願いを叶えていくドキュメンタリー・バラエティ番組である。
2010年8月17日放送分では民宿『夢来人』のオープン直前による宮古島からの2時間生放送スペシャルが実施された。また、レギュラーのデビュー曲『信じる気持ち』の生披露も実施されるためステレオ放送が実施された。その後本番組内でレギュラーのCDデビューが発表され、これにより紳助はフジテレビ・日本テレビに続きTBSでも自身のレギュラー番組から紳助プロデュースでCDを発売することとなった。
2011年3月15日に放送を予定していた2時間スペシャルは東北地方太平洋沖地震（東日本大震災）関連の報道特別番組のため、翌週3月22日に延期して放送された。
TBSテレビの大半の番組では、製作著作テロップで、ローカルセールス扱い、または製作委員会方式を採用するアニメなどの一部の系列外の放送局へ販売される番組、一部のスポンサードネットかつ系列外ネットのある番組も含めて、ネットワークシンボル（TBSテレビではシンボルマークとも位置づけている）「ジ～ン」と「TBS」（5代目ロゴ、1994年4月 - 2020年3月）が表示されるが、この番組では、完全にJNN28局ネットでもあるのにもかかわらず、系列外ネットのある番組と同じように「TBS」のみ表示されていた。

### 紳助引退による番組終了とその後
暴力団関係者と交友していた事実が発覚した責任を取って、紳助が2011年8月23日に芸能界を引退したことに伴い、TBSは同年7月16日より赤坂サカスで開催されていた同局の主催イベント『夏サカス2011〜笑顔の扉〜』に出展していた本番組のブースを8月24日より閉鎖、会期終了を前に他のブースよりいち早く公開を終了させた。
また、放送継続について同年8月31日にTBSは、同年9月中の放送について休止を決定した（8月30日は『世界陸上韓国テグ』中継のため元々放送予定は無かった）また10月以降の放送は未定であると発表した。また、陣内智則へ司会（社長）を引き継いで継続するとの一部報道があったが、8月31日時点でのTBSの発表では未定としていた。しかし、9月7日に『サンケイスポーツ』のTBSへの取材で、TBSは「紳助が企画を立てるという番組の特性上継続はできない」として打ち切りの事実を認めた。引退当日は、『教科書にのせたい!』の特番が放送されたため、8月16日放送分が最後の放送になった。
TBSは同年9月28日に行われた記者会見で、後番組にナインティナインを起用した新番組（後述）を10月から開始することを発表。
そして、会見から2日後の9月30日放送の『中居正広の金曜日のスマたちへ』において、本番組や紳助の実名は伏せた（紳助については、「大物司会者」と言い換えていた）ものの、視聴者に向けて改めて本番組の打ち切りを報告し、番組の企画で沖縄・宮古島の民宿の支配人をしていたノッチ夫妻をゲストに迎え、一時お蔵入りになっていた映像の公開や打ち切り決定以降の民宿の様子などの後日談を放送した。
新番組開始までは、「火曜特番（第3期）」でつなぎ、11月1日より後番組となる『もてもてナインティナイン』がスタートした。陣内は『もてもてナインティナイン』に継続して出演しており、本番組の企画の1つだった「お見合い大作戦」もそちらに移して続行している。なお、同番組は2014年3月でレギュラー放送を終了したが、「お見合い大作戦」企画は以後も特番『ナイナイのお見合い大作戦!』として不定期に放送されている。

## 出演者

### 社長（司会）
- 島田紳助（社長のみ黒縁メガネを着用していないが、番組のロゴマークは黒縁メガネを着用した紳助がデザインされている）

### 秘書（アシスタント）
- ヨンア（Oggi専属モデル）

プロデュース内容を発表する際に言う「ハイ、社長サン」の受け答えに観客が盛り上がる。後にこの「ハイ、社長サン」の前に出演者と観客全員で「1、2、3、ヨンア!」の掛け声が恒例となった。
- 関義哉（新選組リアン）

### 社員
秘書・社員・契約社員は実際の会社に倣い、番組や企画での功績が良ければ昇格・昇進となるが、働きが悪い場合は降格などの処分、最悪の場合にはクビ（降板）もありえるとされ、実際に2011年3月29日放送分の2時間SPで人事異動が発表された。
部長（レギュラー筆頭）
星3つ扱いで、人事異動後はベージュのスーツを着用する。
- 陣内智則（契約社員から昇進）

社員（レギュラー）
星1つ扱いで、人事異動後は水色のスーツを着用する。
- はるな愛（契約社員から昇格）
- 山里亮太（南海キャンディーズ）
- にしおかすみこ
- 高橋茂雄（サバンナ）

契約社員（準レギュラー）
社員より格下の扱いとされ、今後の働き次第ではクビの可能性もあるという立場。衣装は黒スーツのみ（当初は全員同じスーツだった）。
- 八木真澄（サバンナ、社員から降格）
- 山田親太朗（社員から降格）

自宅待機（ロケメンバー）
スタジオには来れず、番組のために資格取得や技術を磨いて社員復帰を目指す立場。
- 波田陽区（社員から降格）

企画挑戦社員
- レギュラー（松本康太・西川晃啓）

依頼を受け、沖縄の宮古島に2年間以上在住して民宿を建てる企画に挑戦し、民宿『夢来人』の初代支配人となる。2011年3月29日放送の2時間SPで東京本社へ異動となり課長に昇進するが、新たに沖縄の無人島・ナガンヌ島に海の家を建てる企画に挑戦した。
- ノッチ（デンジャラス）
  - 民宿『夢来人』の2代目支配人として、一般人の妻と長女と一家で宮古島に4か月滞在した。

### アルバイト
スポット的に一部企画に登場。立場としては契約社員と同じ。
- サンドウィッチマン

2人で8耐に、伊達みきおは始球式プロジェクトにも参加。
- 森公平（新選組リアン）

海外インタビューなどに参加。

### 社外役員
講師やご意見番として各企画において社長・社員の代わりに企画参加者へ通達やレクチャー、司会などを行う。
- 水無昭善（悩み相談やご意見番として参加）
- 佐藤B作（お見合い企画の司会）
- スリムクラブ（沖縄で企画中のレギュラー・夢来人メンバーへ辞令の伝達を行う）
- 渡部陽一（美少女写真集のカメラマンとして参加）
- 平林都（夢来人のマナー指導に協力）

### ナレーション
- 小林清志
- 杉本るみ

## 主なプロデュース内容

### 終了時点まで継続されていたプロデュース企画
宮古島活性化プロジェクト
- 第1シリーズ

お笑いコンビのレギュラーの2人が、仕事を全部キャンセルして宮古島に移住。最低でも2年間の帰京禁止（但しどうしても外せない仕事や、紳助が作詞した歌を松本がレコーディングする時には東京に戻る）、所持品は塩害対策済みの軽トラ1台のみで、失恋などで心が傷付いた女性を癒す為の民宿『夢来人（むらびと）』をオープンさせる為、2人が物件探し、民宿の建築、無農薬の畑を作って自給自足をしながらオープンの準備を進めていく。また、民宿のお手伝いをする「ビーチボーイズ」オーディションが行われ、選ばれた3人が派遣されるが、オープン後に2人が脱落して1人だけとなり、後に緊急オーディションが開催され、新たに3人が派遣される。オープン後には民宿『夢来人』の公式サイトが開設され、宿泊予約の応募受付を開始した。様子は毎週番組やブログで報告している。レギュラー陣やゲストが視察やモニター名目で訪れることもある。特に紳助はプライベートでよく宮古島に行くが、空港で待ち構えているスタッフに「民宿の偵察」という体で、ピンマイクを付けられて半ば強制的に民宿へ連れて行かれる。その為、結果的に紳助の自費で民宿の偵察に行く事となり、この事についてスタジオでボヤく事がある。
前述の通り当初は2年間移住の予定だったが、宮古島の観光客数を過去最大にした功績が認められ1年で課長昇進・帰京が許された。しかし、直後にナガンヌ島への海の家建設プロジェクトに参加することとなる。
- 第2シリーズ

ノッチ夫妻が3か月限定で夢来人の支配人に就任し、ビーチボーイズ達の指揮を行う。当日はドッキリという形でノッチに知らされた（妻と事務所は了承済み）。ノッチを選んだのは紳助と親交が深い他に、気が小さく常に妻に怒られてばかりのノッチを支配人にし、ビーチボーイズに指図する立場になることで自信を付けてもらうという「リハビリ」の一環も兼ねている。なお、今回は帰京禁止のレギュラーと違い、月1回の相方安田和博との仕事の際には帰京することができる。
ノッチは事前に紳助から指揮官として頑張るよう言われたことから何かとビーチボーイズを下に置いてかっこいいところを見せようとするが、口とは裏腹に相変わらず妻や社外役員として来た平林・北斗晶に怒られてばかりのため、そのギャップが出演者にウケており、紳助社長も「彼は人の上に立たせて面白さが発揮される。」「毎週スタジオに来てVTRを見るのが楽しみ。」「3か月限定の予定だがどうにかして伸ばしたい」とも語っている。
打ち切り決定後、民宿の動向が注目されたが、報道や支配人であるノッチのブログによると、民宿の土地は借地のため既に地主に返却。建物は今後の話し合いで決定するというが、民宿としての営業は予約していた最後の客を迎えた9月25日を以って終了した。また、ノッチ一家は元々8月いっぱいで夢来人を卒業し、東京へ転勤していたことや、既にその映像も撮影されたがお蔵入りになったことを明かしている。その後、9月30日の「金スマ・夫婦波乱万丈」にて宮古島プロジェクトのドキュメントをノッチ夫妻のインタビューを交えて放送。 お蔵入りとなった番組VTRを公開するとともに、9月27日に行われた民宿の撤去作業と解散の様子が流された。また、民宿で飼育されていた動物達は近隣の農家へ、犬の「マモル（♂）」は金スマディレクターの渡辺ヘルムート直道（制作会社ディレクター）に託された。
ビーチボーイズCDデビュープロジェクト
8か月の間支配人を支えてきたビーチボーイズへのプレゼントとしてCDデビューが決定。作詞は紳助社長、作曲はサーターアンダギーや嵐の「明日の記憶」の作詞・作曲などを手掛けた平義隆、編曲と歌唱指導は野口五郎が行う。また、あくまでも素人のビーチボーイズに代わり、秘書の関が責任者としてビーチボーイズに参加、全責任を負う。7月13日にデビューシングル「ビーチボーイズ」発売、東京・大阪ほか全国で発売記念イベントも行われた。「オリコン初週20位以内なら秋に2ndシングル発売、21位以下なら解散」というルールが定められ、結果は初登場（最高位）17位を記録したが、打ち切りにより2ndシングル発売は立ち消えとなった。
サンゴ復活プロジェクト
課長となったレギュラーがナガンヌ島（沖縄県渡嘉敷村慶良間諸島チービシ環礁）に住みながら減りゆく沖縄のサンゴを復活させるべく活動していく。同時に海の家を建設（当初はこれが目標となっていた）しサンゴ復活への啓蒙活動を行う。
今回は帰京禁止の夢来人とは違い、営業が入れば本土に戻ることができる。
番組打ち切りによってレギュラーのプロジェクト参加は中止となったが、プロジェクトそのものは今後も地元の人によって継続される。
お見合い大作戦
嫁不足で悩む島や村で集団お見合いをする、かつて紳助が司会を務めた特番「沼島の春よ再び!お見合い大作戦」の復活企画。進行も実際に務めた佐藤B作らが立会人を行う。番組打ち切り後はナインティナイン司会の『もてもてナインティナイン』に企画を移行し、終了後も引き続き特番『ナイナイのお見合い大作戦!』で継続中で、佐藤B作やレギュラーだった陣内智則も立会人として引き続き出演している。
鈴鹿8耐参戦
鈴鹿8時間耐久ロードレースに参戦を夢見るも昨年引退、さらに宮城県出身で先の東日本大震災にて実家が被災してしまった中木亮輔選手が「日本を元気づけるため16年前に活動休止したチーム・シンスケを復活させてほしい」と紳助に依頼。その頼みを紳助が了承し16年ぶりに鈴鹿8耐に参戦することになった。資金面では紳助と親交のある来来亭の社長に協力を依頼、また、社員からは関・ヨンア・陣内・はるな・にしおか・親太朗・森・波田が、さらに紳助に計画を聞いて賛同した渡辺正行と同じく宮城出身のサンドウィッチマンもメカニックやチームスタッフとして参加した。各担当は以下の通り
- メカニック（タイヤ交換）…サンドウィッチマンの2人
- 給油…渡辺、親太朗
- ストップボード…陣内
- サインボード…森、関
- 計測（ラップタイムの計測）…波田
- 消火器（規定上義務付けられているピット作業時の消火器持ち）…はるな
- サポート（ライダーのケア）…ヨンア、にしおか

通常1年以上かけて行う準備をわずか2か月で行い、上記の通りプロがやるべきピットを素人が行うという無謀な挑戦だったが、結果は目標となる15位を上回り、チーム・シンスケ過去最高タイの14位を記録した。また、ピット作業に関しても目標の22秒には届かなかったが、最高23.1秒という素人集団としては非常に良い成果を出すことができた。

### 今までに行われたプロデュース企画
新人グラビアアイドル発掘プロジェクト
単発時代からの企画。有名雑誌からの依頼を受け、全国6000以上の離島のうち、中学校・高校がある有人離島18の中から無作為に選出、そこに社員（一番暇だからという理由で波田の出動率が多い）が出向き水着グラビアを飾ってくれる美少女をスカウトする（事前ミーティングにおいて人口が少ないなど可能性が低いと判断した場合はその離島の周辺地域も可能）。ただし、水着撮影という性質上、本人・親双方の同意が必要。同意を得た候補の中から最後は紳助社長自らの目で候補を決める。
ジャパンプレミアの司会
海外スターを招いての新作映画ワールドプレミア試写会の司会を務める。
初回は『アリス・イン・ワンダーランド』のジャパンプレミア試写会。当初は親太朗の予定だったが、予定がずれたことにより登板が不可能に。急きょ代打として森が登板。見事成功を収めた。
第2弾は『セックス・アンド・ザ・シティ2』のジャパンプレミアで、前回同様森が務めた。
インセプション声優プロジェクト
レオナルド・ディカプリオ・渡辺謙主演映画『インセプション』の声優を渡辺と紳助との極秘会談にて決定、渡辺自らの指名によりにしおかが選ばれ渡米し吹き替えに挑戦した。
アイリス声優決定オーディション
韓国ドラマ『アイリス』のチョン（鄭）大尉役の吹き替え声優を決めるべく主役のイ・ビョンホン、ヒロインのキム・テヒを前にして芸人を対象としたオーディションを行った。結果、ムーディ勝山が選ばれ収録を行った。
結婚式をプロデュース
両親のために一生思い出に残るような結婚式にしてほしいとの依頼を受け、有名人のお祝いビデオやサーターアンダギーの生ライブを行い大成功となった。
楽天対オリックス戦の始球式を盛り上げる
2010年4月30日のKスタ宮城での楽天対オリックス戦を始球式にて剛速球を投げ盛り上げる。サンドウィッチマンの伊達みきおが挑戦したが、特訓中に肩を痛めた影響であえなく失敗。これには、バイト（ゲスト）から正社員（レギュラー）に昇格がかかっていた。
映画『ハナミズキ』劇場予告プロデュース
2010年8月21日公開の映画『ハナミズキ』の宣伝のため、他の映画上映前に流す予告を社員が作成（10本の予告からつぎはぎ&自分で撮った映像を使い、ナレーションは自分）。それを主演の新垣結衣、生田斗真が10点満点で採点、一番点数を取った作品が実際の予告として流される。結果、高橋の作った作品が最高得点を出し、実際に映画館で流された。また、紳助の提案により予告の別バージョンも作られた。
めし友グランプリ2011
『行列のできる法律相談所』や『人生が変わる1分間の深イイ話』の「旨イイSP」同様、まだ東京に進出していない全国各地の「めし友」をスタジオに集め社員一同が試食し評価する。一流シェフや視聴者も審査に参加し、優勝した商品は新宿髙島屋にて販売される。前述の2番組同様、味に関してはうまい・まずい関係なく率直な意見を述べなくてはならない。
また、この時レギュラーが作った「夢来人のおかずですよ」については実際に高島屋、成城石井、阪急百貨店（一部店舗除く）、阪神百貨店、那覇空港、宮古空港、パーラー夢来人にて販売されており、社員総出でCMコンペも行った。
SPECアラフォー女優発掘オーディション
『SPEC〜警視庁公安部公安第五課 未詳事件特別対策係事件簿〜』において一 十一（にのまえじゅういち）の母である一 二三（にのまえ ふみ）役を決めるべくアラフォー女性を対象としてオーディションを行った。高橋と一 十一役の神木隆之介が審査員となり、最終的に篠原恵美が出演決定。実際に数話に渡り出演した。

## ネット局
| 放送対象地域   | 放送局             | 系列    | 放送日時           | ネット状況 |
| -------------- | ------------------ | ------- | ------------------ | ---------- |
| 関東広域圏     | TBSテレビ          | TBS系列 | 火曜 19:00 - 19:56 | 制作局     |
| 北海道         | 北海道放送         | TBS系列 | 火曜 19:00 - 19:56 | 同時ネット |
| 青森県         | 青森テレビ         | TBS系列 | 火曜 19:00 - 19:56 | 同時ネット |
| 岩手県         | IBC岩手放送        | TBS系列 | 火曜 19:00 - 19:56 | 同時ネット |
| 宮城県         | 東北放送           | TBS系列 | 火曜 19:00 - 19:56 | 同時ネット |
| 山形県         | テレビユー山形     | TBS系列 | 火曜 19:00 - 19:56 | 同時ネット |
| 福島県         | テレビユー福島     | TBS系列 | 火曜 19:00 - 19:56 | 同時ネット |
| 山梨県         | テレビ山梨         | TBS系列 | 火曜 19:00 - 19:56 | 同時ネット |
| 新潟県         | 新潟放送           | TBS系列 | 火曜 19:00 - 19:56 | 同時ネット |
| 長野県         | 信越放送           | TBS系列 | 火曜 19:00 - 19:56 | 同時ネット |
| 静岡県         | 静岡放送           | TBS系列 | 火曜 19:00 - 19:56 | 同時ネット |
| 富山県         | チューリップテレビ | TBS系列 | 火曜 19:00 - 19:56 | 同時ネット |
| 石川県         | 北陸放送           | TBS系列 | 火曜 19:00 - 19:56 | 同時ネット |
| 中京広域圏     | 中部日本放送       | TBS系列 | 火曜 19:00 - 19:56 | 同時ネット |
| 近畿広域圏     | 毎日放送           | TBS系列 | 火曜 19:00 - 19:56 | 同時ネット |
| 鳥取県・島根県 | 山陰放送           | TBS系列 | 火曜 19:00 - 19:56 | 同時ネット |
| 岡山県・香川県 | 山陽放送           | TBS系列 | 火曜 19:00 - 19:56 | 同時ネット |
| 広島県         | 中国放送           | TBS系列 | 火曜 19:00 - 19:56 | 同時ネット |
| 山口県         | テレビ山口         | TBS系列 | 火曜 19:00 - 19:56 | 同時ネット |
| 愛媛県         | あいテレビ         | TBS系列 | 火曜 19:00 - 19:56 | 同時ネット |
| 高知県         | テレビ高知         | TBS系列 | 火曜 19:00 - 19:56 | 同時ネット |
| 福岡県         | RKB毎日放送        | TBS系列 | 火曜 19:00 - 19:56 | 同時ネット |
| 長崎県         | 長崎放送           | TBS系列 | 火曜 19:00 - 19:56 | 同時ネット |
| 熊本県         | 熊本放送           | TBS系列 | 火曜 19:00 - 19:56 | 同時ネット |
| 大分県         | 大分放送           | TBS系列 | 火曜 19:00 - 19:56 | 同時ネット |
| 宮崎県         | 宮崎放送           | TBS系列 | 火曜 19:00 - 19:56 | 同時ネット |
| 鹿児島県       | 南日本放送         | TBS系列 | 火曜 19:00 - 19:56 | 同時ネット |
| 沖縄県         | 琉球放送           | TBS系列 | 火曜 19:00 - 19:56 | 同時ネット |

## スタッフ

### レギュラー放送版
- ナレーション：小林清志、杉本るみ
- 構成：樋口卓治、鮫肌文殊、大井洋一、興津豪乃、寺田智和、杉原亮一/ 詩村博史、根岸善一郎
- 制作協力：吉本興業
- AP：荒井美妃、高柳奈緒子、山本正昭
- 制作デスク：佐藤みき→石川素子
- チーフディレクター：渡邉真二郎（以前は、演出）
- チーフプロデューサー：合田隆信
- 製作著作：TBS

### 特番放送版（2010年1月10日分）
- ナレーション：小林清志
- 構成：樋口卓治、渡辺真也、大井洋一、興津豪乃、杉原亮一
- TM/TD：金澤健一
- CAM：水間淳一
- VE：佐藤公幸
- 音声：照屋哲
- 照明：渋谷康治
- ロケ技術：スウィッシュジャパン、タイムリー、宮古テレビ
- 美術プロデューサー：相野道生
- デザイン：中西忠司
- 美術制作：川崎光紘
- 装置：谷平真二、南谷祥
- 造花装飾：落合生嗣
- 電飾：清水久敏
- ヘアメイク：江本ヤスエ
- 持道具：貞中照美
- 編集：田村啓一郎
- MA：並木丈治
- TK：野村佳乃子
- 音響効果：伊藤誠、新谷隆生
- CG：横木慶輔、梅沢智仁
- 編成：平田さおり
- 宣伝：小林恵美子
- AP：荒井美妃
- デスク：中山かおり
- ディレクター：住田崇、和田英智、有田武史、岸田大輔、伊豫直哉
- プロデューサー：篠塚純
- 演出・プロデューサー：江藤俊久
- CP（チーフプロデューサー）：合田隆信
- 製作著作：TBS